# Erik Sommer
Erik Sommer (født 1948 i Gedsted) er en dansk sangkomponist, højskolemand, seminarerlærer og foredragsholder.
Sommer blev født i den himmerlandske by Gedsted i 1948 ind i en arbejderfamilie hvor faren arbejdede hos den lokale møbelfabrik.
Erik Sommer gik som barn til klaverundervisning og skaffede sig for sine konfirmationspenge en trompet.
Som 17-årig begyndte han som bankelev og avancerede til at arbejde med valutahandel i den engelske afdeling af Handelsbanken.
I Handelsbankens afdeling i København var han initiativtager til Handelsbankens sangkor.
Sommer forlod dog bankverden efter at have nået optagelse på Det Kongelige Danske Musikkonservatorium ved uddannelsen Almen Musikpædagogik.
Her var en af hans lærere Ejnar Kampp.
Med musikuddannelsen arbejdede han ved Silkeborg Højskole fra 1977 til 1984 og ved Danebod Højskole fra 1984 til 1989.
Herefter blev han musiklærer ved Nørre Nissum Seminarium fra 1989.
I 2005 skiftede han til en stilling som forstander på Seniorhøjskolen i Nørre Nissum hvor han var frem til sin pension i 2010.
Sommer har skrevet mange melodier til danske sange.
I Højskolesangbogens 18. udgave havde han 7 melodier med.
Blandt de kendteste er Du som har tændt millioner af stjerner skrevet til FDF's landslejr i 1981,
— en sang der kom i folkeeje.
Den blev sunget ved Prins Henriks bisættelse, udvalgt af prinsen selv.
Sommer har udgivet et større antal musikbøger,
blandt andre Under solen: 45 sange af Erik Sommer fra 2011.
Sommer modtog Den Folkelige Sangs Pris i 2015.
Derudover Nutzhorns Legat og Ringkøbing Amts Musikpris,
og i 2018 Kristelig Dagblads Pris "for at have skabt sangbare melodier, der har gjort nye salmer og sange kendte og skattede af danskerne".